# Karma Lingpa
Karma Lingpa (1326–1386) was een Tibetaans tulku van de Nyingma school, en de tertön (ontdekker) van de Bardo Thodol, het zogenaamde Tibetaans dodenboek. Hij wordt beschouwd als een reïncarnatie van Chögro Lui Gyeltsen, een discipel van Padmasambhava.

## Geschiedenis
Karma Lingpa werd geboren in het zuidoosten van Tibet als oudste zoon van Nyida Sanggyé, een beoefenaar van het Vajrayana. Op jonge leeftijd nam hij deel aan esoterische praktijken en bereikte veel siddhi.
Toen hij 15 jaar oud was, ontdekte hij enkele Termateksten op de top van de berg Gampodar, waaronder een verzameling onderrichtingen getiteld "Diepgaande Dharma tot zelf-bevrijding" bevattende de twee teksten van Bardo Thodol, het Tibetaans dodenboek.
Volgens Chogyam Trungpa was Karma Lingpa een Nyingma-leraar, maar behoorden zijn studenten tot de Kagyu-traditie. Zijn onderricht werd doorgegeven in het Surmangklooster van de Trungpa-linie, en vonden vandaar hun weg naar de Nyingma-school.
De Bardo Thodol werd vertaald door Kazi Dawa Samdup (1868-1922), en bewerkt en gepubliceerd door W.Y. Evans-Wenz. Deze vertaling werd in brede kring bekend als het "Tibetaanse Boek van de Doden", maar bevat veel vertaal- en interpretatiefouten.
Een andere tekst uit de "Diepgaande Dharma tot zelf-bevrijding" is "Zelfbevrijding door te zien met zuiver bewustzijn", dat een introductie, of  pointing-out instruction in het rigpa geeft, dat is de oorspronkelijke, niet-beïnvloede, staat van intelligentie, aanwezigheid en bewustheid.